# Bernard Bzdawka
Bernard Paweł Bzdawka pseud.: Siekiera, Płotka (ur. 14 sierpnia 1916 w Orlinku, zm. 4 września 1983 w Poznaniu) – podporucznik piechoty Wojska Polskiego, cichociemny.

## Życiorys

### Przed II wojną światową
Bernard Bzdawka ukończył Państwowe Gimnazjum im. Bolesława Krzywoustego w Nakle nad Notecią. Był harcerzem, zastępowym w I Drużynie Harcerskiej im. Tadeusza Kościuszki w Nakle. W latach 1934–1938 studiował na kierunku historia i geografia Wydziału Humanistycznego Uniwersytetu Poznańskiego. W 1938 roku uzyskał dyplom magistra filozofii z prawem nauczania historii w szkołach średnich. Od listopada 1938 roku do czerwca 1939 roku pracował jako nauczyciel geografii w państwowym gimnazjum mechanicznym w Białymstoku.

### II wojna światowa
10 września 1939 roku został powołany na dywizyjny kurs podchorążych rezerwy piechoty przy 77 pułku piechoty w Lidzie. 23 września przekroczył granicę polsko-litewską z Ośrodkiem Zapasowym 19 Dywizji Piechoty i został internowany na Litwie, gdzie był więziony do lipca 1940 roku. Po zajęciu Litwy przez ZSRR został wywieziony do łagru Pawliszczew Bor. Po zawarciu układu Sikorski-Majski w sierpniu 1941 roku wstąpił do Armii Polskiej tworzonej na terenach Związku Radzieckiego. Uczył się w Szkole Podchorążych przy 5 Kresowej Dywizji Piechoty, z którą (w 13 pułku piechoty) przebył przez Iran, Irak, Palestynę, Związek Południowej Afryki do Wielkiej Brytanii (w lutym 1943 roku). Został tam przydzielony do Sekcji Dyspozycyjnej Sztabu Naczelnego Wodza.
Jako kandydat na cichociemnego został przeszkolony ze specjalnością w radiotelegrafii, m.in. w Ośrodku Wyszkoleniowym Sekcji Dyspozycyjnej Oddziału Specjalnego Sztabu Naczelnego Wodza w Polmont. Był także uczestnikiem brytyjskiego taktycznego kursu łączności oraz kursów: spadochronowego, walki konspiracyjnej i odprawowego w Audley End (brytyjskie oznaczenie STS 43). 1 marca 1944 roku został awansowany na podporucznika i zaprzysiężony 6 lipca 1944 roku w stacji wyczekiwania nieopodal Głównej Bazy Przerzutowej w Latiano pod Brindisi we Włoszech. 
Skoczył na spadochronie do Polski z samolotu  „Liberator” KG-994 "R" w nocy z 22 na 23 listopada 1944 roku w operacji lotniczej „Kazik 1” (ekipa LXII). Zrzut przejęła placówka odbiorcza „Wilga”, koło wsi Szczawa. Razem z nim skoczyli Cichociemni: ppor. Przemysław Bystrzycki, mjr Adam Mackus, ppor. Stanisław Mazur, mjr Kazimierz Raszplewicz, por. Marian Skowron. Po skoku pozostawał w dyspozycji Komendy Okręgu Kraków AK. W oczekiwaniu na ostateczny przydział pełnił funkcję instruktora w 2. kompanii I baonu 1 pułku strzelców podhalańskich AK do połowy stycznia 1945 roku. 13 stycznia 1945 roku walczył z Niemcami w okolicach Szczawy jako dowódca sekcji granatników.

### Po wojnie
1 maja 1945 roku osiedlił się w Poznaniu. Rozpoczął pracę w Spółdzielni „Kupiec” jako księgowy pod nazwiskiem Bernard Płotka. 26 listopada 1945 roku został aresztowany przez Wojewódzki Urząd Bezpieczeństwa Publicznego w Poznaniu pod zarzutem przynależności do organizacji WiN. Był przesłuchiwany m.in. przez oficera śledczego WUBP w Poznaniu chor. Mariana Grześkowiaka. 5 lutego 1946 roku został osadzony w więzieniu przy ul. Młyńskiej 1 w Poznaniu. Został oskarżony o to, że od września 1945 roku: „(...) był członkiem nielegalnego związku „Wolność i Niezawisłość” mającego na celu obalenie demokratycznego ustroju Państwa Polskiego. Praca jego w związku „WiN” polegała na słuchaniu komunikatów radiostacji zagranicznej, które w zestawieniach tygodniowych oddawał „Piotrusiowi”. Jako członek byłego AK nie ujawnił się, lecz posługiwał się dokumentami z czasów okupacji na fałszywe nazwisko Płotka Bernard do dnia aresztowania (...).”
W wyniku rozprawy jawnej w dniu 26 lipca 1946 roku przed Wojskowym Sądem Rejonowym w Poznaniu (któremu przewodniczył kpt. Adolf Słowik), Bzdawka nie przyznał
się do winy. Z jego zeznań: odnośnie celów organizacji „WiN” jestem przekonany, że nie miała ona na celu obalenia obecnego ustroju Polski za pomocą siły (..). W swych komunikatach „WiN” nie krytykował manifestu jako takiego, lecz wykazywał złe i błędne wykonywanie niektórych jego założeń. (...) nabrałem przekonania, że (...) chciał być organizacją najzupełniej niezależną od kogokolwiek z zagranicy. Prasa „WiN”-u miała na celu przekonać tych członków byłej „AK”, którzy nadal pozostali w konspiracji a nie mieli zaufania do prasy legalnej, przy czym podkreślić chcę, że prasa „WiN-u” szła w tym samym kierunku co legalna. Żadnego przyrzeczenia ani też (...) przysięgi nie składałem.
Na podstawie art. 1. Dekretu o ochronie Państwa Bzdawka skazany został na karę 2 lat więzienia, jednak 31 lipca 1946 roku został zwolniony z więzienia.
W latach 1947–1948 pracował jako księgowy w Liniach Żeglugowych „Gal” w Gdyni. Jednocześnie, w latach 1946–1951 studiował na Wydziale Prawa Uniwersytetu Poznańskiego. W 1951 roku otrzymał tytuł magistra nauk ekonomiczno-politycznych. W okresie 1949–1951 był zatrudniony na stanowisku księgowego w Centrali Handlowej Przemysłu Skórzanego w Poznaniu, a później (w latach 1951–1966) w Zegarmistrzowskiej Złotniczo-Optycznej Spółdzielni Pracy na stanowisku głównego księgowego.
W latach 50. XX wieku był ponownie rozpracowywany był przez UB i SB, m.in. w związku z organizacją I Zjazdu Cichociemnych w Poznaniu. Formalnie dołączono go do tej sprawy 8 maja 1958 roku, w konsekwencji wykazania przez niego wrogiego stosunku do władzy ludowej w czasie przeprowadzonej z nim rozmowy przez funkcjonariusza służb bezpieczeństwa. Najprawdopodobniej odmówił wtedy współpracy ze służbą bezpieczeństwa przeciwko Przemysławowi Bystrzyckiemu. 
W latach 1966–1974 pracował w Poznańskim Przedsiębiorstwie Produkcji Leśnej „Las” jako księgowy, a w latach 1974–1978 jako główny księgowy w Poznańskich Restauracjach Dworcowych „Wars”.
Po śmierci w 1983 roku został pochowany na cmentarzu parafii Matki Bożej Częstochowskiej w Poznaniu.

## Odznaczenia
- Krzyż Srebrny Orderu Virtuti Militari
- Krzyż Walecznych
- Srebrny Krzyż Zasługi z Mieczami.

## Życie rodzinne
Bernard Bzdawka był synem Pawła, rolnika, i Anny z domu Wysockiej. W 1947 roku ożenił się z Janiną Gallas (ur. w 1923 roku), z którą miał troje dzieci: Andrzeja (ur. w 1948 roku), Tomasza (ur. w 1950 roku) i Ewę (ur. w 1953 roku).